# Aedes ingrami
Aedes ingrami är en tvåvingeart som beskrevs av Edwards 1930. Aedes ingrami ingår i släktet Aedes och familjen stickmyggor. Inga underarter finns listade i Catalogue of Life.